# Гійом де Машо
Гійом де Машо́, часом Ґійом або Ґільом (фр. Guillaume de Machaut, близько 1300 — квітень 1377) — французький поет і композитор. Автор понад 400 збережених віршів, найважливіший представник музичної школи Ars nova. Машо — перший відомий за іменем композитор, що написав повний цикл музики до католицької меси.

## Біографія

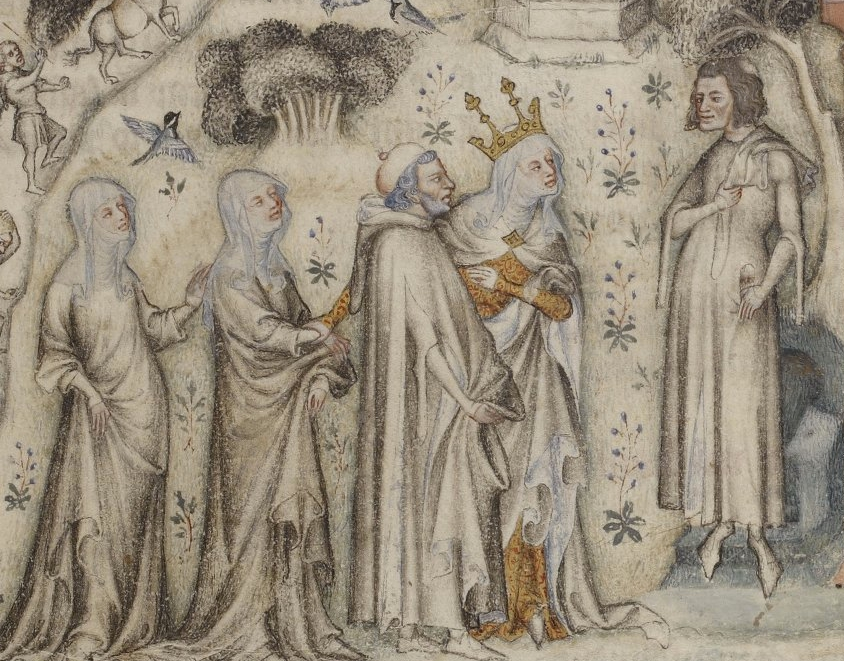
Гійом де Машо (у центрі) приймає милості від Природи, на мініатюрі XIV століття

Народився близько 1300 року на околицях Реймса (Машо — містечко за 30 км від Реймса). З 1323 по 1346 служив секретарем і придворним поетом Іоанна Люксембурзького. У цей же період прийняв священництво. В 1330, 1332, 1333 призначався каноніком у Вердені, Аррасі та Реймсі відповідно. Після смерті Іоанна в битві при Кресі був затребуваний можновладними будинками Наварри, Герцога Беррийського і Карла Нормандського (майбутнього короля Франції Карла V). Переживши велику чуму XIV століття, Машо завершив життя в Реймсі, присвятивши старість музиці й складанню збірників власних віршів. До самого кінця він користувався пошаною можновладних замовників; в 1361 році його відвідав особисто дофін Франції, а в 1370-ті роки йому покровительствував П'єр ІІ Лузіньян, король Кіпру.

## Поезія

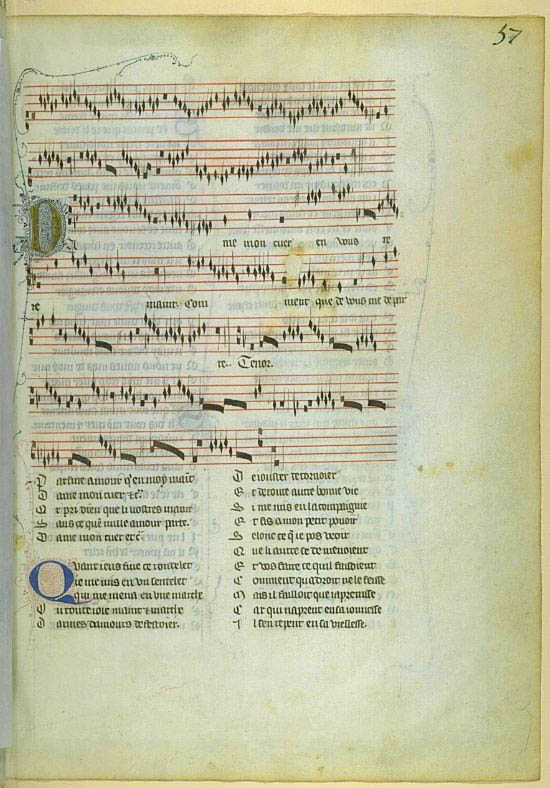
Сторінка з рукописної збірки творів Гійома Де Машо, Національна бібліотека Франції

Перший збірник віршів Машо, Dit du Lyon («Оповіль про лева») датований 1342 роком, останній, «Пролог» — 1372 роком («Пролог» написаний як вступ до повного зібрання творів).
Машо завжди ставив на перше місце саме поезію, а не створення музики, і більшість його віршів не були призначені для співу (dit, тобто усне оповідання). Як правило, його тексти написані від першої особи, у восьмискладній формі, і відтворюють любовні мотиви «Роману про Розу» й аналогічної лицарської літератури. Існує версія, що його шедевр, поема 1360-х років Le Voir Dit («Правдива розповідь») — автобіографічна, історія пізньої любові самого Машо.

## Музика
Машо вважається найвідомішим та найвпливовішим композитором своєї епохи. Більшість його творів відносяться до куртуазної любовної лірики й мають одну з п'яти форм свого часу (ле, віреле, мотет, балада й рондо). Найбільший вплив на наступні покоління музикантів виявилися його багатоголосні пісні (балади й рондо). У деяких творах Машо один з голосів (тенор) співає духовні тексти, а інші голоси одночасно співають світські любовні вірші.
Машо також перший відомий композитор, що самостійно склав каталог власних праць; сучасний каталог його творів заснований на компіляціях самого Машо. Найвідомішим твором Машо вважається «Меса Богородиці» (Messa de Nostre Dame), створено Гійомом де Машо для Реймського собору, ймовірно, у 1360-ті роки.